# 藕团乡
藕团乡，是中华人民共和国湖南省怀化市靖州苗族侗族自治县下辖的一个乡镇级行政单位。

## 行政区划
藕团乡下辖以下地区：
藕团村、三桥村、团山村、陇团村、潭洞村、新寨村、新街村、老里村、康头村、高坡村和高营村。

## 历史
1950年，此地属南区。1956年，藕团乡设立。1958年，更名为“藕团人民公社”。1984年，更名为“藕团苗族乡”。1987年恢复“藕团乡”名字。

## 地理
藕团乡坐落在靖州苗族侗族自治县西南部，北是三锹乡，东北和东是渠阳镇，西南是平茶镇，东南是新厂镇。
四乡河流经藕团乡。
藕团乡的主要水库是：南团坝水库、地里冲水库。
最高点是南团坡，海拔937米。

## 经济
藕团乡的经济主要依靠农业和矿产资源，主要矿产资源有：金、煤、钒。

## 交通
- 省道222[4]